# Northern European Football League
La  Ligue de football américain d'Europe du Nord (Northern European Football League) est une compétition sportive réunissant depuis 2017 des clubs de football américain vainqueurs de championnats situés en Europe du Nord. 
Elle est organisée par la branche New York de l'IFAF et sa finale est dénommée le Northern Bowl.
Le vainqueur de la compétition dispute désormais la finale dénommée Ligue des champions européenne de l'IFAF où il est opposé au vainqueur de la Central European Football League.

## Histoire
À la suite des dissensions au sein de l'IFAF (divisée entre la branche IFAF New York et la branche IFAF Europe), l'IFAF New York a désiré vouloir continuer à organiser la Ligue européenne des clubs champions.
Début 2017, deux ligues européennes sont créées géographiquement :
- la ligue du Nord : la Northern European Football League ou NEFL ;

- la ligue du Centre :  la Central European Football League ou CEFL.

La finalité est d'opposer les vainqueurs de chaque ligue afin de désigner le gagnant de la Ligue des champions européenne de l'IFAF.

## Participants
| Club        | Ville              | Stade      | Saisons    |
| ----------- | ------------------ | ---------- | ---------- |
| Suède       | Carlstad Crusaders | Karlstad   | 2017, 2018 |
| Danemark    | Copenhagen Towers  | Gentofte   | 2017, 2018 |
| Royaume-Uni | Tamworth Phoenix   | Atherstone | 2018       |
| Royaume-Uni | London Warriors    | Londres    | 2017       |
| Norvège     | Oslo Vikings       | Oslo       | 2018       |
| Norvège     | Uppsala 86ers      | Uppsala    | 2017       |
| Finlande    | Helsinki Roosters  | Helsinki   | 2017       |

## Palmarès
| Saison | Édition     | Date        | Ville hôte     | Vainqueur         | Résultat | Opposant/Second    | Formule de la compétition                                                                                 |
| ------ | ----------- | ----------- | -------------- | ----------------- | -------- | ------------------ | --- |
| 2017   | NEFL Bowl I | 21 mai 2017 | Suède Karlstad | Helsinki Roosters | 21 - 15  | Carlstad Crusaders | 5 équipes réparties en 2 divisions - les vainqueurs se rencontrent en finale                              |
| 2018   | -           | -           | -              | Copenhagen Towers | -        | Carlstad Crusaders | 4 équipes en une seule division - 3 matchs par équipe, le classement désigne le vainqueur (pas de finale) |